# コラン
コラン(Cholane)は、分子量330.59のステロイドである。5α-コランと5β-コランの2つの立体異性体として存在する。